# Laphystia hispanica
Laphystia hispanica là một loài ruồi trong họ Asilidae. Laphystia hispanica được Strobl miêu tả năm 1906. Loài này phân bố ở vùng Cổ Bắc giới.